# Weżen (szczyt)
Weżen (bułg. Вежен) – szczyt w Bułgarii o wysokości 2198 m n.p.m. Znajduje się w Teteweńskim Bałkanie. Jest to obszerny, wyrównany płaskowyż. Jego głównym grzbietem wiedzie granica rezerwatu Cariczina. W rejonie Weżenu znajduje się jedyne większe leśne skupisko sosny rumelijskiej.

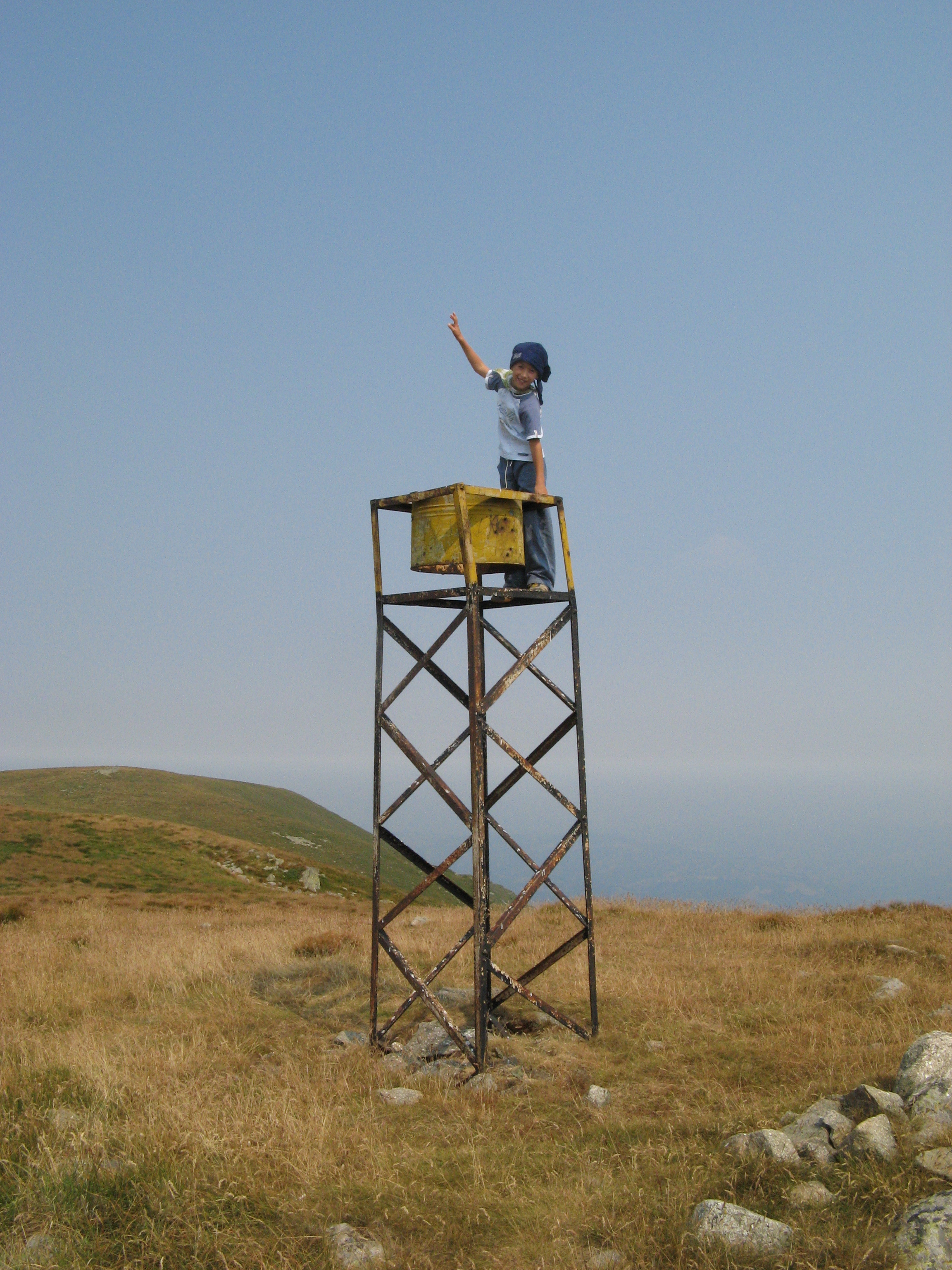
Zdjęcie turysty na 2200 m (2 metry ponad naturalną wysokością)
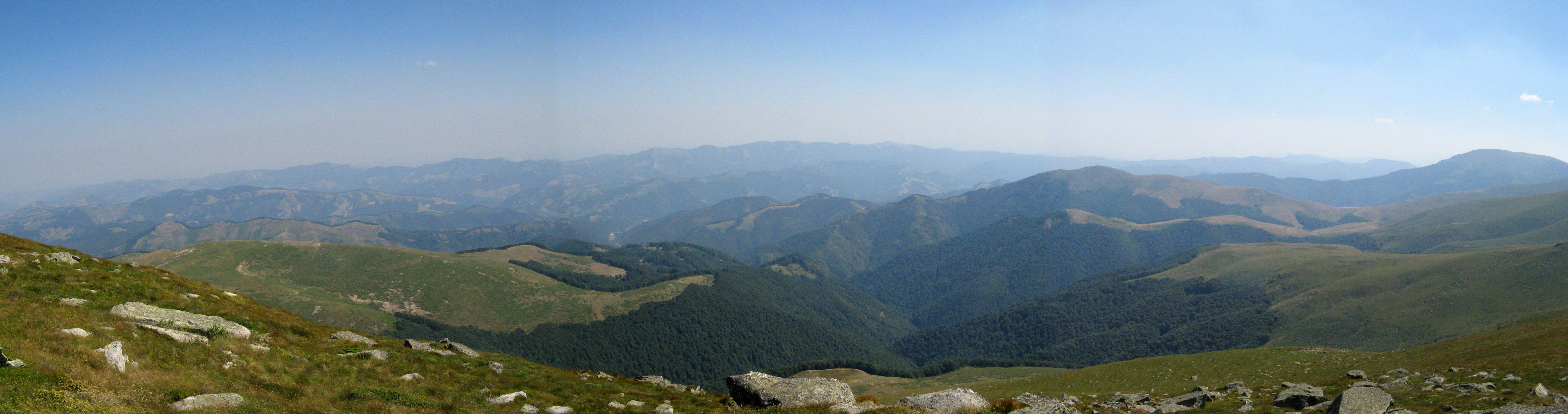
Panorama. Najbardziej w prawo – Weżen.

## Klimat
Szczyt znajduje się strefie klimatu górskiego. Zimy są surowe z bardzo niskimi temperaturami, silnym wiatrem i burzami śnieżnymi. W ostatnich zimowych miesiącach i na początku wiosny pokrywa śnieżna osiąga grubość 2 m. Dlatego często zdarzają się lawiny. Dzięki swoim obfitym śniegom, daje on początek rzece Beli wit.
Weżen jest najwyższym szczytem w złatiszko-tetewenskiej części Starej Płaniny.